# Melaço óptico

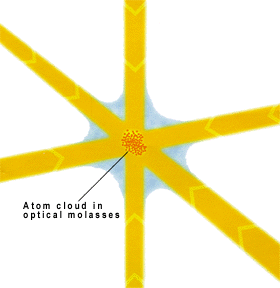
Esquemática do melaço óptico

Um melaço óptico é um campo de luz de frequência única que pode ser usado para amortecer o movimento atômico, com base no mecanismo de resfriamento Doppler (uma variante do resfriamento a laser). Um melaço óptico consiste em 3 pares de feixes de laser polarizados circularmente contra-propagação que se cruzam na região onde os átomos estão presentes.
O Prêmio Nobel de Física em 1997 foi concedido por trabalhos envolvendo melaço óptico.

## História
Quando o resfriamento a laser foi proposto em 1975, foi previsto um limite teórico para a temperatura mais baixa possível.  Conhecido como limite Doppler, {\displaystyle T_{d}=\hbar \Gamma /{2k_{b}}}, isso foi dado pela temperatura mais baixa possível possível, considerando o resfriamento de átomos de dois níveis pelo resfriamento Doppler e o aquecimento de átomos devido à difusão do momento pela dispersão de fótons a laser.  Aqui, {\displaystyle \Gamma }, é a largura da linha natural da transição atômica, {\displaystyle \hbar }, é a constante de Planck reduzida e {\displaystyle k_{b}} é a constante de Boltzmann.